# Asco (Alta Córsega)
Asco é uma comuna francesa na região administrativa de Córsega, no departamento da Alta Córsega. Estende-se por uma área de 122,81 km².